# كلب الأيائل

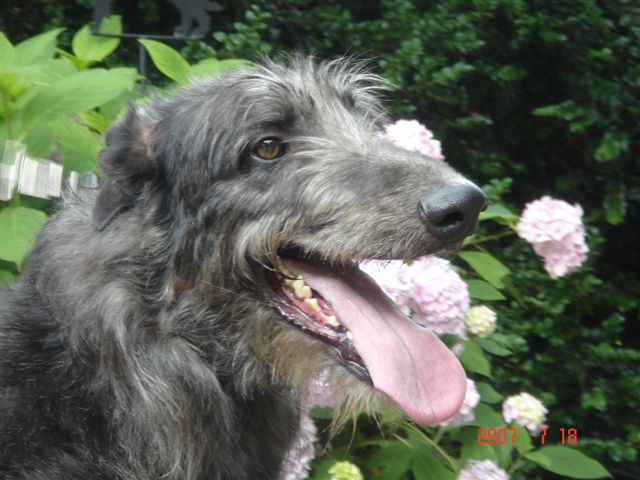

كلب الأيائل أو كلب الأيائل الإسكتلندي هو سلالة كبيرة من كلب الصيد البصري والتي أُنتجت لاصطياد الأيائل الحمر عن طريق التعقب. يشبه هذا الكلب في المظهر الكلب السلوقي الرمادي لكنه أكبر وأكثر كثافة وذو ثوب خشن.